# Tramuntanasaurus tiai
Tramuntanasaurus tiai — викопний вид примітивних плазунів вимерлої родини капторінід (Captorhinidae), що існував у ранньому пермі на території Європи. 

## Дослідження
Скам'янілі рештки рептилії знайдено у 2019 році дослідниками Балеарського музею природничих наук і Каталонського інституту палеонтології імені Мікеля Крузафонта у муніципалітеті Баньяльбуфар на острові Мальорка (Балеарські острови, Іспанія). Відкладення, де виявлено рештки, належать до формації Порт-дес-Канонге, і датуються роудським віком (270 млн років тому). Описаний у 2023 році на основі майже повного, зчленованого скелета.

## Опис
Це капторинід середнього розміру, довжиною близько 50 см від голови до хвоста, з характерним трикутним черепом. Як і інші мородизаврини, він спеціалізувався на споживанні рослин з високим вмістом клітковини. Верхня і нижня щелепи мали п'ять рядів зубів; разом із пропалінальним рухом нижньої щелепи ці тварини могли гризти та розщеплювати рослинну речовину, якою вони харчувалися. Особливості, які відрізняють його від усіх інших відомих морадізаврів, зосереджені в зубному ряду нижньої щелепи: відсутність іклоподібної форми, відсутність діастеми та ростральної орієнтації різців.